# Paiwana pingtung
Espèce
Synonymes
- Pholcus pingtung Huber & Dimitrov, 2014

Paiwana pingtung est une espèce d'araignées aranéomorphes de la famille des Pholcidae.

## Distribution
Cette espèce est endémique de Taïwan. Elle se rencontre vers Sheding et Danlu. 

## Description
Le mâle holotype mesure 5,3 mm.

## Étymologie
Son nom d'espèce lui a été donné en référence au lieu de sa découverte, le comté de Pingtung.

## Publication originale
- Huber & Dimitrov, 2014 : Slow genital and genetic but rapid non-genital and ecological differentiation in a pair of spider species (Araneae, Pholcidae). Zoologischer Anzeiger, vol. 253, no 5, p. 394-403.